# Peggie Castle
Peggy Thomas Blair (22 de diciembre de 1927 – 11 de agosto de 1973), conocida professionalmente como Peggie Castle, fue una actriz estadounidense especializada en interpretar el papel de "la otra mujer" en películas de serie B. Fue Miss Cheesecake en 1949.

## Primeros años
Castle nació en Appalachia, condado de Wise, Virginia. Cambió su apellido "porque había otra actriz llamada Blair en el primer estudio en el que trabajó." Su padre, Doyle H. Blair, fue en su momento "director de relaciones industriales de una gran empresa" y más tarde gerente comercial de Donald O'Connor y gerente de estudio de Goldwyn Studios. Su madre era Elizabeth Blair. Tomó clases de teatro cuando tenía 8 años.
Castle se graduó en la Escuela Preparatoria Hollywood y asistió al Mills College durante dos años.

## Carrera

### Radio
El primer trabajo de Castle como actriz fue en la telenovela Today's Children. Una aparición en Lux Radio Theatre en 1947 le valió una oferta para hacer una prueba de cámara en 20th Century Fox.

### Cine
Castle fue descubierta por un cazatalentos en un restaurante de Beverly Hills y firmó un contrato de siete años con Universal-International. Debutó en el cine en la película de 1947 When a Girl's Beautiful. En 1949, fue nombrada "Miss Cheesecake" por la Southern California Restaurant Association; y más tarde ese mismo año, la Junior Chamber of Commerce la nombró "Miss Three Alarm". Apareció en las películas Mr. Belvedere Goes to College (1949), Payment on Demand (1951), The Prince Who Was a Thief (1951), Invasion, U.S.A. (1952), Cow Country (1953), 99 River Street (1953), Beginning of the End (1957) y Arrivederci Roma (1957). A menudo protagonizó westerns, apareciendo en casi una docena entre Wagons West (1952) y Hell's Crossroads (1957).

### Televisión
En la década de 1950, Castle dio el salto a la televisión, con múltiples papeles como invitada en Fireside Theater, Cheyenne, 77 Sunset Strip y The Restless Gun. En 1956, interpretó a Mississippi en el episodio Fury At Rio Hondo y, de nuevo, en 1957, a Amy Gordon en Cheyenne, en el episodio titulado "The Spanish Grant". En 1957, interpretó a la acusada Sally Fenner en el episodio de Perry Mason "The Case of the Negligent Nymph". También en 1957, fue la protagonista principal de Gunsmoke, en el papel de la desolada Nita Tucker en el episodio "Chester's Murder".
De 1959 a 1962, coprotagonizó la serie western de televisión Lawman, su primera serie continuada. Su papel como la propietaria de un salón, Lily Merrill, sacó a relucir una nueva dimensión del talento de Castle. Ella dijo: «Por primera vez en mi vida, soy cantante—esa es la opinión del productor, no la mía."
Su último papel en la pantalla fue una aparición especial en un episodio de 1966 de The Virginian.

### Teatro
En 1958, Castle apareció junto a Jesse White en una producción de A Hole in the Head en el Civic Playhouse de Los Ángeles.: 14 

### Apariciones personales
En 1960, Castle y Peter Brown (que también era un habitual en Lawman) viajaron a rodeos, actuando como un dúo de canto y baile. Castle subrayó, "Tenemos mucho cuidado de no cantar canciones románticas," tratando el número más como un dúo de hermanos. Las paradas del dúo incluyeron St. Louis, Chicago, Detroit, Pittsburgh y Albuquerque.

## Premios
El 8 de febrero de 1960, Castle recibió una estrella en el Paseo de la Fama de Hollywood, en el 6230 Hollywood Boulevard.

## Vida personal
Castle se casó cuatro veces. Se casó con Revis T. Call, un subteniente del ejército, el 19 de agosto de 1945 en Los Ángeles. Tras ese matrimonio, comenzó a utilizar Peggy Call como nombre artístico.: 8  Se divorciaron en 1950. Se casó con el publicista de Universal Robert H. Raines el 4 de enero de 1951. Se divorciaron el 29 de abril de 1954.
El 24 de julio de 1955, Castle se casó con el productor y director William McGarry. Tuvieron una hija, Erin McGarry. Castle se divorció de McGarry en 1969.
En 1971, Castle se casó con Arthur Morganstern. Permanecieron casados hasta la muerte de este en abril de 1973.

### Muerte
Castle era adicta al alcohol. El 11 de agosto de 1973, su tercer esposo, William McGarry, encontró su cuerpo en el sofá de su apartamento de Hollywood. Más tarde se determinó que su muerte había sido causada por una cirrosis.

## Filmografía
Esta es una lista parcial de sus películas.

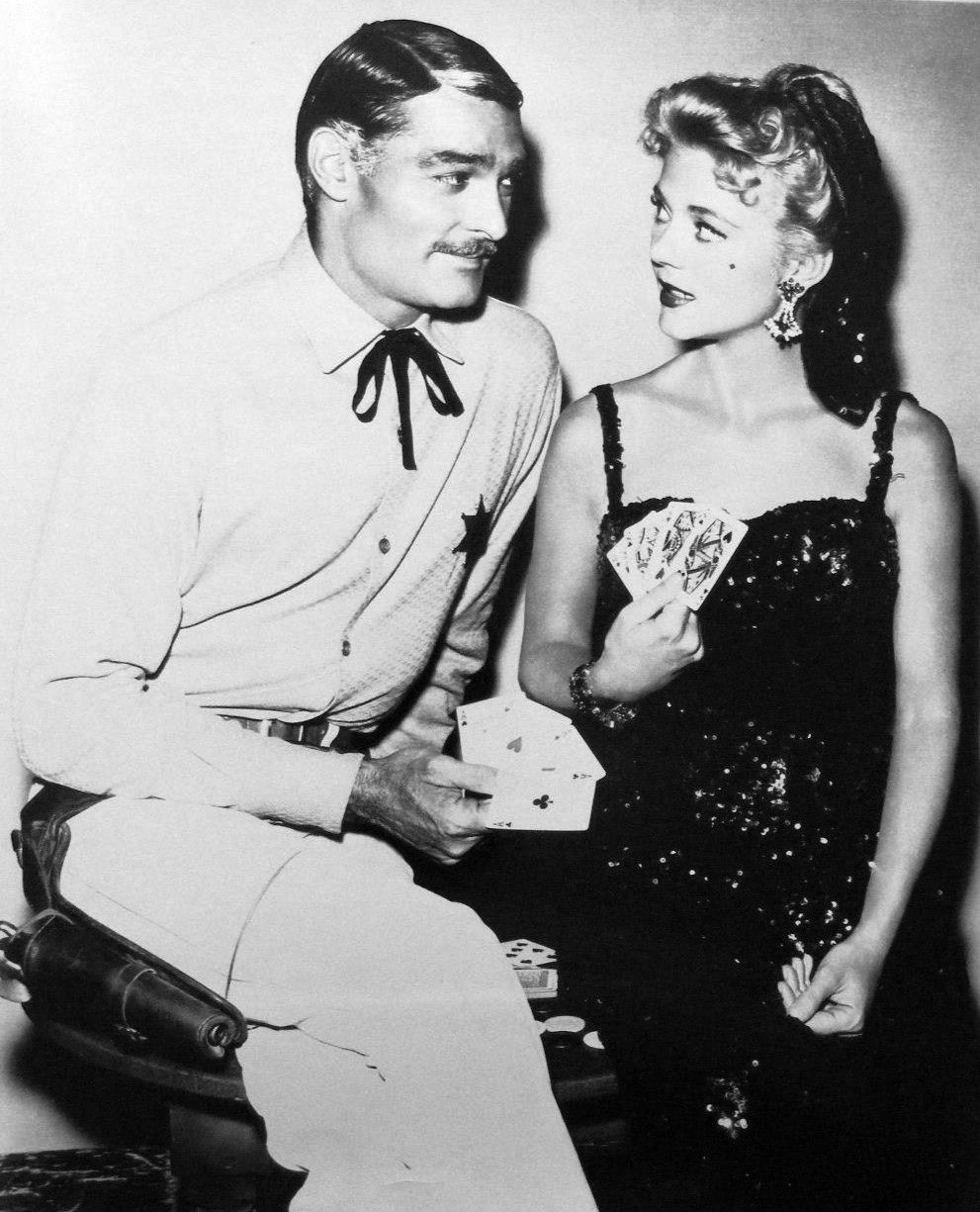
John Russell y Peggie Castle en la serie de ABC Lawman (1959)

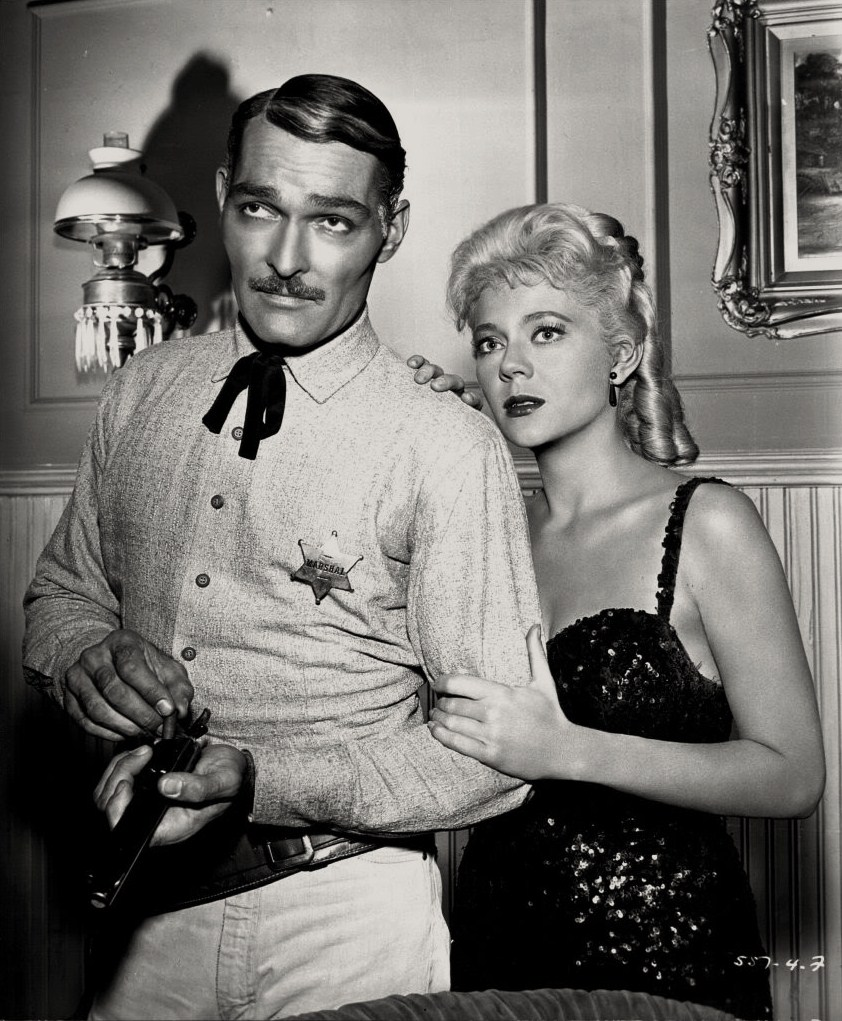
Russell y Castle en Lawman (1962)

### Películas
| Año  | Título                     | Papel             | Notas                                       |  |
| ---- | -------------------------- | ----------------- | ------------------------------------------- |  |
| 1947 | When a Girl's Beautiful    | "Koko" Glayde     | acreditada como Peggy Call                  |  |
| 1950 | Buccaneer's Girl           | Cleo              |                                             |  |
| 1951 | The Prince Who Was a Thief | Princess Yasmin   |                                             |  |
| 1951 | Payment on Demand          | Diana Ramsey      |                                             |  |
| 1951 | Air Cadet                  | Pat               |                                             |  |
| 1951 | The Golden Horde           | Lailee            |                                             |  |
| 1952 | Invasion, U.S.A.           | Carla Sanford     |                                             |  |
| 1952 | Wagons West                | Ann Wilkins       |                                             |  |
| 1953 | I, the Jury                | Charlotte Manning | mostrado en 3D                              |  |
| 1953 | 99 River Street            | Pauline Driscoll  |                                             |  |
| 1953 | Cow Country                | Melba Sykes       |                                             |  |
| 1954 | The Yellow Tomahawk        | Katherine         |                                             |  |
| 1954 | The White Orchid           | Kathryn Williams  |                                             |  |
| 1954 | Overland Pacific           | Ann Dennison      |                                             |  |
| 1954 | The Long Wait              | Venus             |                                             |  |
| 1954 | Jesse James' Women         | Waco Gans         |                                             |  |
| 1955 | Finger Man                 | Gladys Baker      |                                             |  |
| 1955 | Two-Gun Lady               | Karen Marshall    |                                             |  |
| 1955 | Tall Man Riding            | Reva              |                                             |  |
| 1955 | Target Zero                | Ann Galloway      | Trabajadora de la ONU en la Guerra de Corea |  |
| 1956 | Miracle in the Rain        | Millie Kranz      |                                             |  |
| 1956 | Quincannon, Frontier Scout | Lesley Selander   |                                             |  |
| 1957 | Beginning of the End       | Audrey Aimes      |                                             |  |
| 1957 | The Counterfeit Plan       | Carole Bernard    |                                             |  |
| 1957 | Back from the Dead         | Mandy Anthony     | Película de terror                          |  |
| 1958 | Arrivederci Roma           | Carol Ralston     |                                             |  |

### Televisión
| Año       | Título                          | Papel                                | Notas                                       |
| --------- | ------------------------------- | ------------------------------------ | ------------------------------------------- |
| 1952–1954 | Fireside Theater                | Varios papeles                       | 3 episodios                                 |
| 1956      | Our Miss Brooks                 | Sin acreditar (interpretó a Frankie) | Episodio: "Connie and Frankie"              |
| 1956      | The Millionaire                 | Candy Caldwell                       | Episodio: "The Candy Caldwell Story"        |
| 1956      | Four Star Playhouse             | Molly Barry                          | Episodio: "Success Story"                   |
| 1956      | Dick Powell's Zane Grey Theatre | Jenny                                | Episodio: "A Quiet Sunday in San Ardo"      |
| 1956      | Cheyenne                        | Mississippi                          | Episodio: "Fury at Rio Hondo"               |
| 1957      | Conflict                        | Lila Prescott                        | Episodio: "The Money"                       |
| 1957      | Gunsmoke                        | Nita Tucker                          | Episodio: "Chester's Murder"                |
| 1957      | Perry Mason                     | Sally Fenner                         | Episodio: "The Case of the Negligent Nymph" |
| 1958      | The Restless Gun                | Amity Hobbs                          | Episodio "Hornitas Town"                    |
| 1958      | The Texan                       | Charlotta Rivera                     | Episodio: "The First Notch"                 |
| 1958      | 77 Sunset Strip                 | Valerie Stacey                       | Episodio: "The Well-Selected Frame"         |
| 1959      | Mickey Spillane's Mike Hammer   | Joan Barry                           | Episodio: "The Big Drop"                    |
| 1959      | The Restless Gun                |                                      | Episodio: "Lady by Law"                     |
| 1959      | Markham                         | Ann Jennings                         | Episodio: "Deadline Date"                   |
| 1959–1962 | Lawman                          | Lily Merrill                         | 105 episodios                               |
| 1966      | The Virginian                   | Melissa                              | Episodio: "Morgan Starr"                    |